# بطولة أوروبا لألعاب القوى 2024 – الوثب الطويل للسيدات
أقيمت مسابقة الوثب الطويل للسيدات في بطولة أوروبا لألعاب القوى 2024 في ملعب أولمبيكو في روما، إيطاليا يومي 11 و12 يونيو. شهدت مسابقة القفز الطويل تحقيق ماليكا ميهامبو الميدالية الذهبية قفزة عالمية رائدة بلغت 7.22 مترًا في الجولة الثانية لتفوز بالمسابقة. وسجلت كل من أغيت دي سوزا وميكائيل أساني 6.91 مترًا في الجولة الثالثة، على ما يبدو من أجل الميداليات الأخرى، ولكن مع قفزتها الأخيرة سجلت الإيطالية لاريسا إيابيتشينو 6.94 مترًا لتفوز بالميدالية الفضية.

## الأرقام القياسية
| الأرقام القياسية قبل بطولة أوروبا لألعاب القوى 2024 | الأرقام القياسية قبل بطولة أوروبا لألعاب القوى 2024 | الأرقام القياسية قبل بطولة أوروبا لألعاب القوى 2024 | الأرقام القياسية قبل بطولة أوروبا لألعاب القوى 2024 | الأرقام القياسية قبل بطولة أوروبا لألعاب القوى 2024 |
| --------------------------------------------------- | --------------------------------------------------- | --------------------------------------------------- | --------------------------------------------------- | --------------------------------------------------- |
| الرقم القياسي العالمي                               | غالينا تشيستياكوفا (URS)                            | 7.52 متر                                            | لينينغراد، الاتحاد السوفيتي                         | 11 يونيو 1988                                       |
| الرقم القياسي الأوروبي                              | غالينا تشيستياكوفا (URS)                            | 7.52 متر                                            | لينينغراد، الاتحاد السوفيتي                         | 11 يونيو 1988                                       |
| سجل البطولة                                         | هايكه دريشلر (GDR)                                  | 7.30 متر                                            | سبليت، يوغوسلافيا                                   | 28 أغسطس 1990                                       |
| الرقم الرائد عالميًا                                 | تارا ديفيس-وودهال (USA)                             | 7.18 متر                                            | ألباكركي، الولايات المتحدة                          | 16 فبراير 2024                                      |
| الرقم الرائد أوروبياً                                | ملايكا ميهامبو (GER)                                | 6.95 متر                                            | برلين، ألمانيا                                      | 23 فبراير 2024                                      |

## الجدول
جميع الأوقات بالتوقيت المحلي (UTC+2)
| تاريخ         | وقت   | الجولة  |
| ------------- | ----- | ------- |
| 11 يونيو 2024 | 10:35 | التأهل  |
| 12 يونيو 2024 | 20:54 | النهائي |

## النتائج
| رموز واختصارات في رياضة ألعاب القوى |
| --- |
| \| NR : رقم وطني (رقم جديد في السجل الوطني) OR : رقم أولمبي (رقم جديد في السجل الأولمبي) PB : رقم شخصي (أفضل رقم شخصي) SB : أفضل أداء شخصي في الموسم (الأفضل في الموسم) WL : أفضل أداء عالمي لهذا العام (رائد عالمي) WR : رقم عالمي (رقم قياسي عالمي) ER : رقم قياسي أوروبي EL : أفضل نتيجة للموسم في أوروبا DNF: لم يكمل السباق DNS: لم يبدأ السباق DQ : استبعاد (عدم الأهلية) NM : لم يتم تسجيل أي اختبار صحيح (لا توجد علامة) Q : التأهل "مباشرة" إلى الجولة التالية (أو إلى المسابقة التالية)، خلال مسابقة كبرى بفضل الترتيب أو تحقيق الحد الأدنى q : التأهل إلى الجولة التالية (أو المسابقة التالية)، خلال مسابقة كبرى بفضل إعادة التصفيات أو تحقيق أحد أفضل العروض بين أولئك "غير المتأهلين بشكل مباشر" (بفضل أفضل وقت أو أفضل مسافة) x : محاولة فاشلة \| |
| NR : رقم وطني (رقم جديد في السجل الوطني) OR : رقم أولمبي (رقم جديد في السجل الأولمبي) PB : رقم شخصي (أفضل رقم شخصي) SB : أفضل أداء شخصي في الموسم (الأفضل في الموسم) WL : أفضل أداء عالمي لهذا العام (رائد عالمي) WR : رقم عالمي (رقم قياسي عالمي) ER : رقم قياسي أوروبي EL : أفضل نتيجة للموسم في أوروبا DNF: لم يكمل السباق DNS: لم يبدأ السباق DQ : استبعاد (عدم الأهلية) NM : لم يتم تسجيل أي اختبار صحيح (لا توجد علامة) Q : التأهل "مباشرة" إلى الجولة التالية (أو إلى المسابقة التالية)، خلال مسابقة كبرى بفضل الترتيب أو تحقيق الحد الأدنى q : التأهل إلى الجولة التالية (أو المسابقة التالية)، خلال مسابقة كبرى بفضل إعادة التصفيات أو تحقيق أحد أفضل العروض بين أولئك "غير المتأهلين بشكل مباشر" (بفضل أفضل وقت أو أفضل مسافة) x : محاولة فاشلة       |

### جولة التصفيات
| المركز | المجموعة | الرياضية            | البلد    | #1   | #2     | #3     | النتيجة | ملاحظات |
| ------ | -------- | ------------------- | -------- | ---- | ------ | ------ | ------- | ------- |
| 1      | B        | ملايكا ميهامبو      | ألمانيا  | 7.03 | 0.00 ! | 0.00 ! | 7.03    | Q, EL   |
| 2      | B        | أنيك كالين          | سويسرا   | x    | 6.83   | 0.00 ! | 6.83    | Q       |
| 3      | B        | هيلاري كباتشا       | فرنسا    | 6.61 | 6.82   | 0.00 ! | 6.82    | Q, SB   |
| 4      | A        | أغيت دي سوزا        | البرتغال | 6.72 | 0.00 ! | 0.00 ! | 6.72    | Q       |
| 5      | B        | ألينا روتارو كوتمان | رومانيا  | 6.63 | 5.08   | 6.71   | 6.71    | Q, =SB  |
| 6      | A        | بلامينا ميتكوفا     | بلغاريا  | 6.42 | 6.52   | 6.71   | 6.71    | Q, PB   |
| 7      | A        | لاريسا يابيكينو     | إيطاليا  | 6.71 | 0.00 ! | 0.00 ! | 6.71    | Q       |
| 8      | A        | فاطمة ديامي         | إسبانيا  | 6.50 | 6.28   | 6.70   | 6.70    | Q       |
| 9      | B        | ميكائيلا أساني      | ألمانيا  | 6.67 | x      | r      | 6.67    | q       |
| 10     | A        | يوغايلي بيتروكايته  | ليتوانيا | x    | 6.65   | 6.49   | 6.65    | q, SB   |
| 11     | A        | ماغدالينا بوكون     | بولندا   | 6.65 | x      | x      | 6.65    | q, SB   |
| 12     | B        | فيليبا كفيتن        | قبرص     | 6.37 | 6.57   | 6.63   | 6.63    | q, SB   |
| 13     | A        | بولين هونديما       | هولندا   | x    | 6.17   | 6.63   | 6.63    | SB      |
| 14     | A        | مايا أسكوغ          | السويد   | 6.20 | 6.60   | 6.52   | 6.60    | SB      |
| 15     | A        | فلورنتينا إيوسكو    | رومانيا  | x    | 6.58   | x      | 6.58    |         |
| 16     | B        | تيلدا يوهانسون      | السويد   | x    | 6.55   | 6.29   | 6.55    | SB      |
| 17     | A        | ميليكا غارداشيفيتش  | صربيا    | 6.55 | x      | x      | 6.55    |         |
| 18     | A        | نيا فيليبيتش        | سلوفينيا | 6.11 | 6.21   | 6.53   | 6.53    | SB      |
| 19     | B        | تيسي إيبوسيل        | إسبانيا  | 6.47 | 6.37   | 6.37   | 6.47    |         |
| 20     | B        | بيترا بياتا-فاركاس  | المجر    | 6.22 | 6.37   | 6.46   | 6.46    |         |
| 21     | B        | نيكولا هوروفسكا     | بولندا   | 6.46 | x      | 6.14   | 6.46    |         |
| 22     | A        | لورا راكيل مولر     | ألمانيا  | 6.28 | x      | 6.43   | 6.43    |         |
| 23     | A        | جيسيكا كاهارا       | فنلندا   | x    | 6.39   | 6.18   | 6.39    |         |
| 24     | B        | أوكسانا ماهلولوفيتس | أوكرانيا | x    | 6.39   | x      | 6.39    |         |
| 25     | A        | أناستازيا نغوين     | المجر    | x    | x      | 6.32   | 6.32    |         |
| 26     | B        | أنجلينا توبيتش      | صربيا    | x    | x      | 6.29   | 6.29    |         |
| 27     | A        | دانييلا غوبلر       | سويسرا   | 5.67 | 6.26   | 6.10   | 6.26    |         |
|        | B        | إيفليس فيغا         | البرتغال | x    | x      | x      | NM      |         |
|        | B        | ديانا ليستي         | المجر    | DNS  | DNS    | DNS    | DNS     | DNS     |

### النهائي
انتهت المنافسة بين دي سوزا وأساني بثاني أفضل قفزة، حيث تفوق دي سوزا على أساني بقفزة 6.87 متر، متفوقًا على قفزة 6.79 متر.
| المركز | الرياضية            | البلد    | #1   | #2   | #3   | #4   | #5   | #6   | النتيجة | ملاحظات |
| ------ | ------------------- | -------- | ---- | ---- | ---- | ---- | ---- | ---- | ------- | ------- |
| الأول  | ملايكا ميهامبو      | ألمانيا  | 6.70 | 7.22 | x    | –    | 7.04 | 6.54 | 7.22    | WL      |
| الثاني | لاريسا يابيكينو     | إيطاليا  | 6.82 | 6.84 | x    | 6.86 | 6.90 | 6.94 | 6.94    | EU23L   |
| الثالث | أغيت دي سوزا        | البرتغال | 6.87 | 6.86 | 6.91 | x    | 6.83 | 6.62 | 6.91    | SB      |
| 4      | ميكائيلا أساني      | ألمانيا  | 6.79 | 6.67 | 6.91 | 6.60 | x    | 6.71 | 6.91    |         |
| 5      | هيلاري كباتشا       | فرنسا    | 6.67 | 6.63 | 6.88 | 6.32 | 6.46 | 6.65 | 6.88    | =PB     |
| 6      | أنيك كالين          | سويسرا   | 6.45 | 6.68 | 6.82 | x    | 6.62 | x    | 6.82    |         |
| 7      | بلامينا ميتكوفا     | بلغاريا  | x    | 6.80 | x    | 6.62 | x    | x    | 6.80    | PB      |
| 8      | فاطمة ديامي         | إسبانيا  | 6.69 | x    | x    | x    | x    | 6.68 | 6.69    |         |
| 9      | ألينا روتارو كوتمان | رومانيا  | 6.54 | 6.68 | x    |      |      |      | 6.68    |         |
| 10     | يوغايلي بيتروكايته  | ليتوانيا | x    | 6.41 | 6.68 |      |      |      | 6.68    | SB      |
| 11     | فيليبا كفيتن        | قبرص     | 6.58 | x    | 6.22 |      |      |      | 6.58    |         |
| 12     | ماغدالينا بوكون     | بولندا   | x    | x    | 6.38 |      |      |      | 6.38    |         |